# Tajseti járás

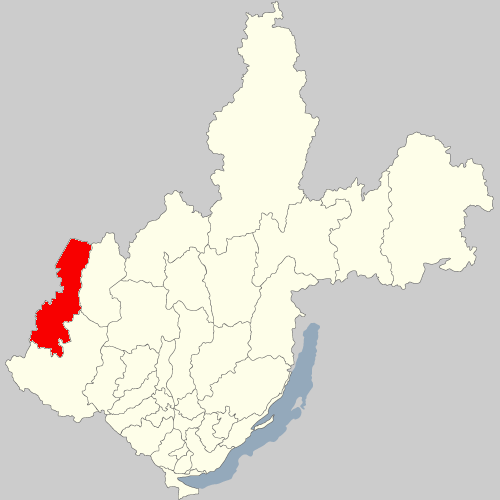
A Tajseti járás az Irkutszki területen

A Tajseti járás (oroszul Тайше́тский райо́н) Oroszország egyik járása az Irkutszki területen. Székhelye Tajset.

## Népesség
- 1989-ben 35 236 lakosa volt.
- 2002-ben 36 502 lakosa volt.
- 2010-ben 79 519 lakosa volt, melyből 73 228 orosz, 1172 ukrán, 1093 tatár, 530 csuvas, 267 kirgiz, 263 fehérorosz, 126 német, 123 tadzsik, 118 udmurt, 113 örmény, 105 cigány stb.